# Amyna amplificans
Amyna amplificans är en fjärilsart som beskrevs av Walker 1858. Amyna amplificans ingår i släktet Amyna och familjen nattflyn. Inga underarter finns listade i Catalogue of Life.